# Abu-Úmar ibn Saíd
Abu-Úmar ibn Saíd (en árabe: أبو عمر بن سعيد, Abū ʿUmar b. Saʿīd) (?-1287) fue el último rais de la Taifa de Menorca (1282-1287), hijo y sucesor de Abu Uthmán Saíd ibn al-Hákam al-Qurashi.
En su primer año de gobierno, las tropas del rey Pedro el Grande se vieron desviadas a Manurqa por culpa de una tormenta mientras iban de camino a la expedición a Túnez. Bugron, el señor de Constantina, había conspirado secretamente con Pedro haciéndole creer que se convertiría al cristianismo y cedería su ciudad y zona portuaria a la Corona de Aragón. Según la Crónica de Muntaner, Abu-Úmar ibn Saíd envió mensajeros a Argelia poniendo al descubierto la trama. La consecuencia fue el fracaso de la expedición y, también, la posterior desaparición de Menorca como zona de influencia musulmana.
Años después, en el marco de la campaña de la confiscación del Reino de Mallorca efectuada por Pedro III contra su hermano Jaime II de Mallorca, se inició una expedición contra Manurqa iniciada el 5 de enero de 1287. Abú Úmar ibn Said se enfrentó a los invasores con tropas mercenarias de África del Norte; la primera batalla tuvo lugar el 17 de enero y el ejército musulmán acabó por refugiarse en el castillo de Santa Águeda. En aquella fortaleza lograron resistir durante tres días. El 21 de enero, Abu-Úmar ibn Saíd, superado en número, firmaba su rendición con el tratado de San Agayz. Se le permitió marchar de la isla hacia el norte de África con doscientos de sus seguidores, los restos de su padre, su biblioteca y cincuenta espadas. Se marchó en un barco genovés, que naufragó en las aguas del mar Mediterráneo sin que hubiera supervivientes.